# 松壽 (閩浙總督)

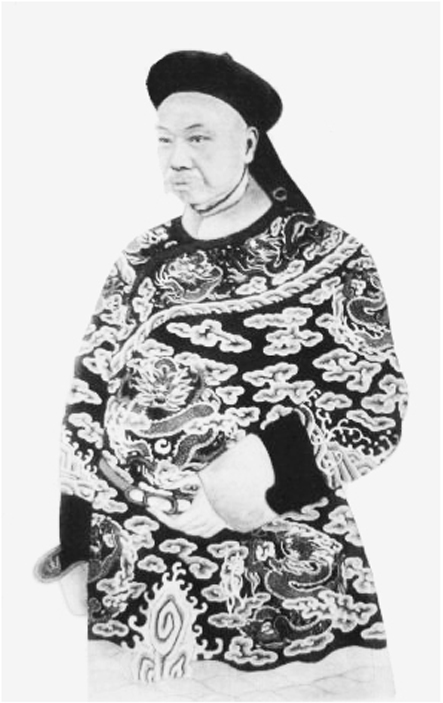
松壽

松壽（1849年—1911年11月9日），佟佳氏，字鶴齡，滿洲正白旗人。清朝官员。

## 生平
以廕生任工部筆帖式，累遷郎中。出為陝西督糧道。光緒二十一年（1895年），晉山東按察使。二十二年（1896年），調江西，晉江寧布政使。二十四年（1898年），擢江西巡撫。三年后歷江蘇巡撫、河南巡撫，加尚書銜。二十八年（1902年），召為工部右侍郎，兼正藍旗蒙古副都統，不久，授熱河都統。光緒三十一年（1905年），拜兵部尚書。明年，調工部尚書。又明年，任察哈爾都統。三十三年（1907年），授閩浙總督。宣統三年（1911年）辛亥革命爆發，閩軍舉事，松壽兵敗，于11月9日吞金自杀。追赠太子少保，予二等輕車都尉世職，諡忠節。
先世雅赖为后金开国五大臣扈尔汉之弟。

## 延伸阅读
[在维基数据编辑]
 《清史稿·卷469》，出自趙爾巽《清史稿》